# Mad Dogs and Englishmen
Mad Dogs and Englishmen es el primer álbum en directo del músico británico Joe Cocker, publicado por la compañía discográfica A&M Records en agosto de 1970. Solo cuatro de las dieciséis canciones proceden de sus dos primeros álbumes. Además de contribuciones de su compañero de grupo Leon Russell, incluye temas rock (The Rolling Stones, Traffic, Bob Dylan, The Beatles) y soul (Ray Charles, Sam and Dave, Otis Redding). Acompañando a Cocker se incluyen un coro, una sección de vientos de tres miembros y varias baterías.
Según las notas que acompañan al álbum, Cocker necesitaba poner a punto una banda para una inminente gira estadounidense organizada por su mánager. Russell reclutó a los músicos, muchos de ellos de sus contactos con Delaney and Bonnie (Rita Coolidge, Carl Radle, Jim Price, Jim Horn y Jim Gordon) y The Wrecking Crew (Jim Keltner).
En 2006, Mad Dogs & Englishmen fue reeditado en edición deluxe por Universal Music para conmemorar el 35º aniversario del álbum. Un año después, fue nuevamente publicado en una caja recopilatoria de seis discos con el título de The Complete Fillmore East Concerts.

## Lista de canciones

### Disco uno
Cara A
1. "Introduction" – 0:44
2. "Honky Tonk Women" (Mick Jagger, Keith Richards) – 3:47
3. "Introduction" – 0:17
4. "Sticks and Stones" (Titus Turner, Henry Glover) – 2:37
5. "Cry Me a River" (Arthur Hamilton) – 4:00
6. "Bird on the Wire" (Leonard Cohen) – 6:37

Cara B
1. "Feelin' Alright" (Dave Mason) – 5:47
2. "Superstar" (Leon Russell, Bonnie Bramlett) – 5:02 (Voz: Rita Coolidge)
3. "Introduction" – 0:16
4. "Let's Go Get Stoned" (Nickolas Ashford, Valerie Simpson, Josephine Armstead) – 7:30

### Disco dos
Cara C
1. "Blue Medley" – 12:46
  1. a. "I'll Drown in My Own Tears" (Henry Glover)
  2. b. "When Something Is Wrong with My Baby" (Isaac Hayes, David Porter)
  3. c. "I've Been Loving You Too Long" (Otis Redding, Jerry Butler)
2. "Introduction" – 0:21
3. "Girl from the North Country" (Bob Dylan) – 2:32 (Voz: Joe Cocker y Leon Russell)
4. "Give Peace a Chance" (Russell, Bramlett) – 4:14

Cara D
1. "Introduction" – 0:41
2. "She Came in Through the Bathroom Window" (John Lennon, Paul McCartney) – 3:01
3. "Space Captain" (Matthew Moore) – 5:15
4. "The Letter" (Wayne Carson Thompson) – 4:46
5. "Delta Lady" (Russell) – 5:40

## Personal
- Voz: Joe Cocker, Don Preston, Leon Russell, Rita Coolidge, Donna Washburn, Claudia Lennear, Denny Cordell, Daniel Moore, Pamela Polland, Matthew Moore, Nicole Barclay, Bobby Jones
- Guitarras: Don Preston, Leon Russell
- Bajo: Carl Radle
- Órgano Hammond: Chris Stainton
- Batería: Jim Gordon, Jim Keltner, Chuck Blackwell
- Percusión: Chuck Blackwell, Sandy Konikoff, Bobby Torres
- Piano: Leon Russell, Chris Stainton
- Saxofón: Jim Horn, Bobby Keys
- Trompeta: Jim Price

## Posición en listas
| País        | Lista           | Posición |
| ----------- | --------------- | -------- |
| Reino Unido | UK Albums Chart | 16       |

## Certificaciones
| País           | Organismo certificador | Certificación | Ventas certificadas | Ref.  |
| -------------- | ---------------------- | ------------- | ------------------- | ----- |
| Estados Unidos | RIAA                   | Oro           | 500 000             | [ 6 ] |